# Armand Guillaumin
Armand Guillaumin (født 16. februar 1841 i Paris, død 26. juni 1927 i Orly) var en fransk impressionistisk maler og litograf.
Som ung arbejdede Guillaumin blandt andet i butik og ved de franske jernbaner og modtog tegneundervisning om aftenen. Fra 1861 studerede han på det private Académie Suisse − efter Martin François Suisse (1781-1859) − hvor han mødte Paul Cézanne og Camille Pissarro, som blev hans venner.
Han deltog i den første 'impressionist'-udstilling 1874, der dog på det tidspunkt kaldte sig 'Société Anonyme des artistes, peintres, sculpteurs, graveurs, etc.'
1891 vandt han et større beløb i et lotteri, der satte ham i stand til at koncentrere sig om maleriet.
| - Portrætter og selvportrætter af Armand Guillaumin - Guillaumin af Édouard Manet, 1870 - Selvportræt, 1872 - Selvportræt, 1872 - Portræt. Ætsning af Paul Cézanne, 1873 - 1870-75 - Selvportræt, 1878 - Selvportræt, 1890-95 - Bronzebuste i Crozant (dep. Creuse) efter skulptur af Paul Paulin. Opsat o. 1930, skjult under krigen og genopsat af Guillaumins søn i 1945. |

| - Værker af Armand Guillaumin - Seinen, 1867 - Landskab, 1870 - Udsigt til Seinen, Paris. 1871 - Solnedgand ved Ivry, 1873 - Place Valhubert, 1875 - Pramme på Seinen, ca. 1880 - Flodscene, ca. 1890 - Æbletræerne ved Damietta, 1893 - Høstakke, 1890-95 - Agay (dep. Var), ca. 1901 - Snelandskab i Crozant (Creuse), 1895 - Landskab med ruiner, 1897 |